# لوئیس چالمرز
لوئیس چالمرز (انگلیسی: Lewis Chalmers؛ زادهٔ ۴ فوریهٔ ۱۹۸۶) بازیکن فوتبال اهل بریتانیا است.
از باشگاه‌هایی که در آن بازی کرده‌است می‌توان به باشگاه فوتبال رادکلیف بورو، باشگاه فوتبال کراولی تاون، باشگاه فوتبال آلترینچام، باشگاه فوتبال مکلسفیلد تاون، باشگاه فوتبال آکسفورد یونایتد، باشگاه فوتبال درویلزدن، باشگاه فوتبال یونایتد آف منچستر، باشگاه فوتبال آکرینگتون استنلی، و باشگاه فوتبال آلدرشات تاون اشاره کرد.
وی همچنین در تیم ملی فوتبال England C بازی کرده‌است.